# Cá phổi Đông Phi
Protopterus amphibius (trong tiếng Anh gọi là gilled lungfish, "cá phổi mang" hay East African lungfish, "cá phổi Đông Phi") là một loài cá phổi Châu Phi. Nó sinh sống trong đầm lầy và bãi ngập miền Đông Phi (Kenya, Somalia và Mozambique). Sự hiện diện của nó ở Tanzania chưa chứng thực và có lẽ là kết quả của sự du nhập.

## Mô tả
P. amphibius thường chỉ đạt chiều dài 44 cm (17 in), là loài cá phổi ngắn nhất còn sinh tồn. Chúng có màu lam hay màu xám đá bảng. Trên mình có những chấm đen nhỏ, khó thấy. Bụng màu xám nhạt. Như mọi loài cá phổi châu Phi, nó có hai lá phổi và thở khí bắt buộc. Nó cũng có thể đào hang, tạo một cái kén nhầy bảo vệ mình trong quá trình ngủ hè.

## Môi trường sống
P. amphibius là cá tầng đáy, sống chủ yếu trong các sông thuộc hệ thống sông Zambezi miền Đông Phi và những vùng đất ngập nước tương tự.

## Bảo tồn
P. amphibius được IUCN coi là loài ít quan tâm, một vì số lượng cá thể ghi nhận vẫn lớn, một phần vì sự thiếu thông tin về sự đe dọa với chúng. Người dân địa phương có lúc ăn chúng song số người này rất ít. Mối đe dọa lớn hơn là việc xây đập trên sông Zambezi, làm thu hẹp diện tích châu thổ nơi chúng sống, sự ô nhiễm môi trường cũng như sự thay thế đất ngập nước bằng đất canh tác.